# پسران من
پسران من (به ژاپنی: 息子, Musuko) (به انگلیسی: My Sons) فیلمی در ژانر کمدی رمانتیک و کمدی به کارگردانی یامادا یوجی است که در سال ۱۹۹۱ منتشر شد. از بازیگران آن می‌توان به ماساتوشی ناگاسه، امی واکوی، میکو هارادا و چوسوکا ایکاریا اشاره کرد. این فیلم در مراسم جایزه آکادمی فیلم ژاپن به عنوان بهترین اثر انتخاب شد.

## خلاصه داستان
فرزندان پدرسالار قدیمی یک خانواده در استان ایواته گرد هم می‌آیند تا اولین سالگرد مرگ مادرشان را برگزار کنند. تتسویا که به عنوان یک مهماندار بار در توکیو مشغول به کار است، با پدرش بر سر مسیر زندگی‌اش بحث می‌کند...